# Янишевский, Леон
Леон (Лев) Янишевский (пол. Leon Janiszewski; 1810, Калиш — 27 февраля 1861, Тифлис) — польский поэт, прозаик и переводчик и музыкант.

## Биография
В 1828—1829 годах посещал лекции польской филологии в Варшавском университете. Принял решение посвятить себя служению Богу и стал послушником у пиаристов, однако в 1830 году с началом польского ноябрьского восстания принял в нëм активное участие. Получил ранение и был пленëн российскими войсками.
Направлен на армейскую службу. В течение 10-ти последующих лет (1831—1841) служил капельмейстером в инженерных войсках в Бобруйске.
В 1841 году в связи с ухудшением здоровья, отправлен за казëнный счëт лечиться на Кавказ. В 1842 году он прибыл в Тифлис. Здесь Л. Янишевский был назначен музыкальным директором в казенном женском институте и вместе с тем давал частные уроки музыки. В 1855 году был разбит параличем и вследствие этого скоро потерял место в институте. Умер в феврале 1861 году в Тифлисе.

## Творчество
Л. Янишевский — представитель эпохи романтизма.
Автор поэтических произведений и книг «Картины и мысли из путешествия в Тифлис» и «Два дня».
Находясь в Бобруйске, стал помещать свои переводы с немецкого и русского языков в периодических изданиях Варшавской и Виленской губерний.
Кроме избранных сочинений Пушкина, Гердера и других, Л. Янишевский перевëл поэмы «Цыганы» и «Кавказский пленник», напечатал «Opis monasteru ś. Dawida». Многочисленные сочинения и переводы Янишевского помещались в различных польских периодических изданиях.